# Elrhazosaurus nigeriensis
L’elrhazosauro (Elrhazosaurus nigeriensis) è un dinosauro erbivoro appartenente agli ornitopodi. Visse nel Cretaceo superiore (Aptiano, circa 115 milioni di anni fa) e i suoi resti fossili sono stati ritrovati in Africa (Niger). 

## Descrizione
Conosciuto esclusivamente per fossili di ossa isolate, questo dinosauro doveva essere molto simile ad altri erbivori come Dryosaurus e Valdosaurus. L'esemplare tipo di Elrhazosaurus è un femore sinistro, ma altri fossili (ossa della zampa anteriore) sono stati in seguito ascritti a questo animale. I fossili sono stati ritrovati nella formazione Elrhaz  nel deserto del Ténéré in Niger; l'animale, in vita, non doveva superare i 2,5 metri di lunghezza.

## Classificazione
Originariamente (Galton e Taquet, 1982) il femore fossile fu descritto come una nuova specie di Valdosaurus (V. nigeriensis), un ornitopode già conosciuto per fossili incompleti provenienti dal Cretaceo inferiore dell'Inghilterra (V. canaliculatus). Solo successivamente (Galton, 2009) vennero riscontrate alcune differenze morfologiche tra le due specie, abbastanza da richiedere la creazione di un genere a parte per la forma africana. In ogni caso, Valdosaurus ed Elrhazosaurus sono strettamente imparentati, e testimoniano la presenza di collegamenti terrestri tra l'Africa e l'Europa durante il Cretaceo inferiore. Questi due animali facevano parte della famiglia dei driosauridi, un gruppo di ornitopodi considerati da molti paleontologi come rappresentanti primitivi degli iguanodonti.

## Habitat
La formazione Elrhaz si formò in un ambiente fluviale, che ha conservato un insieme di fossili notevolmente diversificato: vi erano bivalvi d'acqua dolce, squali ibodonti, pesci ossei, tartarughe, alcuni generi di crocodilomorfi (Anatosuchus minor, Araripesuchus, Sarcosuchus e Stolokrosuchus), pterosauri, dinosauri carnivori (Eocarcharia, Kryptops, Suchomimus) ed erbivori (Lurdusaurus, Ouranosaurus).